# 헹크 티머르
헨드리크 티머르(네덜란드어: Hendrik Timmer, 1971년 12월 3일, 헬데를란트 주 히르던 ~)는 네덜란드의 전 프로 축구 선수로, 현역 시절 골키퍼로 활약했다.

## 클럽 경력
티머르는 헬데를란트주 하르데르베이크 히르던 군 출신이다. 그는 프로 무대 신고식을 치르고 11년 동안 2부 리그의 즈볼러에서 보냈다.(1년차에는 PEC로 불렸다.) 2000년, 그는 알크마르로 이적하여 거의 29세가 되어서 에레디비시 첫 경기를 치렀고, 페예노르트와 아약스로 임대되기도 했지만, 큰 성과를 거두지 못했다. 그는 폐예노르트 일원으로 2001-02 시즌 UEFA컵을 우승했고, 그 대회 결승전에서 후보 골키퍼로 대기했다.
2003년, 티머르는 AZ로 복귀해 3년 동안 맹활약을 펼쳐 2005-06 시즌에는 리그 준우승에 일조했고, 이듬해에는 KNVB 베커르에서 준우승을 거두었다. 그는 2006년 여름에 전 소속 구단으로 복귀했는데, 루이 판 할 구단 이사와 불화를 빚을 것으로 알려졌고, 이후 페예노르트로 이적하게 되었다.
티머르는 페예노르트의 2008-09 시즌 7위에 일조하고 프로 선수로 리그에서만 513번의 경기를 뛴 끝에 거의 38세가 되어 은퇴했다. 그러나, 2010년 3월에 헤이렌베인이 1군의 골키퍼 3명이 모두 부상으로 활약하지 못하게 되면서 입단 시험 끝에 시즌 말까지 계약했고, 9번의 경기에 출전해 11위로 시즌을 마무리하고 6월에 다시 장갑을 벗었다.
2012년 6월, 티머르는 기술/상업 관리인으로 2부 리그의 AGOVV에 입단했다.

## 국가대표팀 경력
대기만성형 선수였던 티머르는 2005년 2월이 되어서야 마르코 판 바스턴 감독의 눈에 띄어 버밍엄에서의 잉글랜드와의 친선경기를 앞두고 네덜란드 국가대표팀에 차출되었다. 그의 첫 경기는 11월 12일에 열린 이탈리아와의 안방 친선경기로, 이탈리아에 1-3으로 패했다.
티머르는 국가대표팀 경기에 7번 출전했지만, 공식 경기에는 1번도 출전하지 못했고, 2006년 월드컵과 유로 2008에서 네덜란드의 최종 명단에 이름을 올렸다.

## 사생활
티머르는 스피드스케이팅 선수 마리아너 티머르를 배우자로 맞이했지만, 현재 이혼 상태이다. 2009년 은퇴 후, 그는 헤이렌베인에서만 복귀할 것임을 밝혔는데, 이는 아내가 헤이렌베인의 티알프에서 입상했기 때문이었다.

## 경력 통계
출처:
| 구단              | 시즌      | 리그              | 리그 | 리그 |
| 구단              | 시즌      | 리그명            | 출장 | 골   |
| ----------------- | --------- | ----------------- | ---- | ---- |
| 즈볼러            | 1989–90   | 에이르스터 디비시 | 1    | 0    |
| 즈볼러            | 1990–91   | 에이르스터 디비시 | 0    | 0    |
| 즈볼러            | 1991–92   | 에이르스터 디비시 | 16   | 0    |
| 즈볼러            | 1992–93   | 에이르스터 디비시 | 33   | 0    |
| 즈볼러            | 1993–94   | 에이르스터 디비시 | 34   | 0    |
| 즈볼러            | 1994–95   | 에이르스터 디비시 | 34   | 0    |
| 즈볼러            | 1995–96   | 에이르스터 디비시 | 33   | 0    |
| 즈볼러            | 1996–97   | 에이르스터 디비시 | 34   | 0    |
| 즈볼러            | 1997–98   | 에이르스터 디비시 | 32   | 0    |
| 즈볼러            | 1998–99   | 에이르스터 디비시 | 34   | 0    |
| 즈볼러            | 1999–2000 | 에이르스터 디비시 | 34   | 0    |
| 즈볼러            | 합계      | 합계              | 285  | 0    |
| AZ                | 2000–01   | 에레디비시        | 30   | 0    |
| AZ                | 2003–04   | 에레디비시        | 34   | 0    |
| AZ                | 2004–05   | 에레디비시        | 34   | 0    |
| AZ                | 2005–06   | 에레디비시        | 32   | 0    |
| AZ                | 합계      | 합계              | 130  | 0    |
| 페예노르트 (임대) | 2001–02   | 에레디비시        | 2    | 0    |
| 아약스 (임대)     | 2002–03   | 에레디비시        | 2    | 0    |
| 페예노르트        | 2006–07   | 에레디비시        | 32   | 0    |
| 페예노르트        | 2007–08   | 에레디비시        | 32   | 0    |
| 페예노르트        | 2008–09   | 에레디비시        | 30   | 0    |
| 페예노르트        | 합계      | 합계              | 94   | 0    |
| 헤이렌베인        | 2009–10   | 에레디비시        | 9    | 0    |
| 경력 합계         | 경력 합계 | 경력 합계         | 522  | 0    |

## 수상
페예노르트
- KNVB 베커르: 2007–08[9]
- UEFA컵: 2001–02[10][11]